# Тоханбва
Тоханбва (*бірм. သိုဟန်ဘွာ, шанська သိူဝ်ႁၢၼ်ၾႃ့; 1505 — 1542) — 15-й володар царства Ава у 1527—1542 роках.

## Життєпис
Походив з шанського князівського роду. Старший син Со Лона, собви (князя) Могн'їна. Народився 1505 року, отримавши ім'я Хсо Харн Хпа (бірманці його називали Тоханбва). З початку 1520-х років брав участьу походах свого батька проти Нарапаті II, царя Ави. У 1524 році відзначився в захопленні ворожої столиці Ава. У 1527 році разом з батьком знову взяв в облогу Аву. У квітні Нарапаті II загинув у бою, а Ава впала. Со Лон призначив Тоханбву царем Ави, але фактична влада належала Со Лону та собвам союзу шанських князівств..
Тоханбва з батьком вимушені були залишити на своїх посадах колишніх аваських аматі (міністрів), оскільки самі не мали досвіду управління великими територіями. Так, призначив Мінґ'і Яна Наунга своїм першим міністром. Натомість Со Лон зосередився на отриманні зиску з захопленого, а потім продовжив напади на своїх сусідів.
У 1533 році Тоханбва і Со Лон виступили проти свого колишнього союзника — П'ї, оскільки вони вважали, що те не надало достатньої допомоги під час облоги Ави 6 роками перед тим. Шанські війська завдали поразки Баїн Хтве, володареві П'ї, якого було взято у полон. Під час походу назад до Могн'їна Со Лона було вбито його власними міністрами. Це в свою чергу послабило союз шанських князівств, який власне й керував царством Ава.
Тоханбва намагався домогтися лідерства між шанами, але більшість собва цього не визнало. В результаті шанські князівства доволі швидко стали діяти окремо, що їх послабило загалом. Втім це не позначилося на владі Тоханбви у власне Аві, оскільки найнебезпечніші вороги — Таунгу і Гантаваді воювали між собою. Ситуація змінилася у 1539 році, коли Таунгу здобуло перемогу, підкоривши Гантаваді.
Згідно хронік його ненавиділи як аванці, так і шанці за його безладні грабунки, вбивства та спалення книг. Тоханбва заявив, що пагоди не мають нічого спільного з релігією, це лише скарбниці. Почав грабувати все, що було в межах досяжності. Коли ченці чинили опір, їх наказували страчувати. У 1540 році було вбито 360 ченців, зокрема 30 видатних за свою вченість зі провінцій Ава, Сікайн і Пінья. Він почав вилучати рукописи в монастирях і розпалювати з них багаття.
У 1542 році Тоханбва домігся від шанських князівств спільно виступити проти Таунгу, яке намагалося захопити важливе місто П'ї. Але вони зазнали рішучої поразки біля П'ї від Баїннауна, полководця Таунгу, і були змушені відступити, залишивши місто напризволяще.
Після цього Тоханбва втратив усіх своїх союзників. Мінґ'і Ян Наунг влаштував змову проти володаря. Коли Тоханбва попросив показати відомий меч свого попередника Нарапаті II відомий під назвою «Єіннвепа Дха» (ယိမ်းနွဲ့ပါးဓါး), Ян Наунг вбив царя цим мечем. Рішенням аматів та собва влада перейшла до Конмаїнга, собви Шіпо.